# Aylestone Park Football Club
El Aylestone Park Football Club es un club de fútbol con sede en Aylestone, Leicester, Inglaterra. Actualmente son miembros de la East Midlands Counties League, décima división de Inglaterra. Juegan sus partidos en el Saffron Lane.

## Historia
El club fue fundado en 1968 por un grupo de muchachos de la iglesia local. El club era uno de los miembros fundadores de la Leicestershire Youth League.
A finales de 1980 el club había sido renombrado Aylestone Park Old Boys. En 1989 se unieron a la Division One of the Leicestershire Senior League. Después de terminar como subcampeones en la temporada 1994-95, fueron promovidos a la Premier Division, donde permanecieron hasta ser relegados al final de la temporada 2001-02. La temporada 2003-04 los vio terminar como subcampeones de la Division One, ganando la promoción de nuevo a la Premier Division.
En 2007 el club volvió a ser renombrado y tener su primer nombre: Aylestone Park. Después de terminar tercero en la Premier Division en la temporada 2011-12, el club se trasladó a la East Midlands Counties League. En la temporada 2015-16 ganaron la League Cup, superando al Norman South Athletic por 2-1 en la final.

## Estadio
El club jugó inicialmente en el Aylestone Park, antes de obtener un nuevo sitio en 1972 cuando le concedieron un arriendo en 5 acres (2 hectáreas) de tierra por el consejo de la ciudad de Leicester. Una concesión del consejo de los deportes permitió que el club construyera un nuevo terreno, incluyendo una choza de madera, y se trasladaron al sitio en 1973. Los reflectores se instalaron en 1974, con Gary Lineker (excapitán de la selección inglesa y exjugador del Barcelona) jugando para el Aylestone Park en su primer juego bajo las luces contra el Nottingham Boys. El estadio también fue utilizado por el equipo femenino del Leicester City.

## Palmarés
- East Midlands Counties League
  - Campeón de la League Cup 2015-16

## Récords
- Mejor actuación en FA Cup: Ronda preliminar (FA Cup 2017-18)[2]
- Mejor actuación en FA Vase: Segunda ronda clasificatoria (2011-12, 2013-14, 2015-16)[2]